# 유럽 연합 배출권거래제
유럽연합 배출권거래제(European Union Emissions Trading System, ETS) 또는 유럽연합 배출거래시스템(배출거래제도, 탄소배출거래제도, 배출권할당거래제도 등으로도 번역됨)는 최초로 온실 가스 배출권 거래에 관해 세운 대규모 정책이다.
이 정책은 지구 온난화에 맞서기 위해 2005년도에 처음 시작되었으며, 유럽연합의 기후 정책의 주축이다. 2013년도 기준으로 유럽연합 배출권거래제는 공장과 발전소, 각종 시설 11,000여 군데를 아우르며, 31개국(아이슬란드, 노르웨이, 리히텐슈타인과 유럽 연합 회원국 28개국)에서 20 MW에 달하는 순열(net heat)을 남기고 있다.

## 같이 보기
- 탄소배출권 거래
- 탄소세